# Marc Pilcher
Marc Elliot Pilcher (* Dezember 1967 in Chatham, Kent; † 3. Oktober 2021 in London) war ein britischer Frisör und Maskenbildner.

## Leben
Marc Elliot Pilcher startete seine Karriere am Theater im Londoner Theaterviertel West End. Dort arbeitete er 15 Jahre an Produktionen wie Sunset Boulevard, Company und Aspects of Love.
Pilcher startete seine Filmkarriere 2003 im britischen Fernsehen. Er war Maskenbildner bei verschiedenen Serien und Fernsehfilmen, darunter Gerichtsmediziner Dr. Leo Dalton (2004) und School's Out (2006–2007). Später kamen auch Kinofilme wie Kampf der Titanen (2010) und Prince of Persia: Der Sand der Zeit (2010) dazu.
Bei der Oscarverleihung 2019 wurde er für seine Arbeit an Maria Stuart, Königin von Schottland (2018) zusammen mit Jenny Shircore und Jessica Brooks für einen Oscar in der Kategorie Bestes Make-up und beste Frisuren nominiert.  Ausgezeichnet wurde aber der Film Vice – Der zweite Mann.
2021 gewann er für die Fernsehserie Bridgerton zusammen mit Lynda J. Pearce, Claire Matthews, Adam James Phillips, Tania Couper und Lou Bannell bei der Primetime-Emmy-Verleihung 2021 einen Emmy für Outstanding Period and/or Character Hairstyling.
Kurz danach wurde er positiv auf COVID-19 getestet. Er verstarb am 3. Oktober 2021 trotz doppelter Impfung und ohne Vorerkrankungen an den Folgen von Covid-19 im Alter von 53 Jahren.

## Filmografie (Auswahl)
- 2003: Boudica (Fernsehfilm)
- 2003: Foyle’s War (Fernsehserie)
- 2004: Silent Witness (Fernsehserie)
- 2006: The Brief (Fernsehserie)
- 2006–2007: School’s out (Fernsehserie)
- 2008: Elizabeth Gaskell’s Cranford (Fernsehserie)
- 2008: Die Herzogin (The Duchess)
- 2009: Victoria, die junge Königin (The Young Victoria)
- 2009: Sherlock Holmes
- 2010: Kampf der Titanen (Clash of the Titans)
- 2010: Prince of Persia: Der Sand der Zeit (Prince of Persia: The Sands of Time)
- 2010: The Kid
- 2011: W. E.
- 2011: Das Geheimnis der Geister von Craggyford (The Great Ghost Rescue)
- 2011: Sherlock Holmes: Spiel im Schatten (Sherlock Holmes: A Game of Shadows)
- 2012: Bel Ami
- 2012: Dark Shadows
- 2012: Hyde Park am Hudson (Hyde Park on Hudson)
- 2012: Downton Abbey (Fernsehserie)
- 2013: Thor – The Dark Kingdom (Thor: The Dark World)
- 2013: 47 Ronin
- 2014: Vampire Academy
- 2014: Muppets Most Wanted
- 2014: Maleficent – Die dunkle Fee (Maleficent)
- 2014: Exodus: Götter und Könige (Exodus: Gods and Kings)
- 2016: The Collection (Fernsehserie)
- 2017: Die Schöne und das Biest (The Beauty and the Beast)
- 2018: Solo: A Star Wars Story
- 2018: Der Nussknacker und die vier Reiche (The Nutcracker and the Four Realms)
- 2018: Maria Stuart, Königin von Schottland (Mary Queen of Scots)
- 2019: Star Wars: Der Aufstieg Skywalkers (Star Wars: The Rise of Skywalker)
- 2020: Bridgerton (Fernsehserie)